# Argyrodes sublimis
Argyrodes sublimis är en spindelart som beskrevs av Ludwig Carl Christian Koch 1872. Argyrodes sublimis ingår i släktet Argyrodes och familjen klotspindlar.
Artens utbredningsområde är Fiji. Inga underarter finns listade i Catalogue of Life.